# Formicinae
Formicinae är en underfamilj i insektsfamiljen myror.
Hit hör bland annat de i Sverige vanligt förekommande stackmyrorna i släktet Formica, hästmyrorna i släktet Camponotus och jordmyrorna i släktet Lasius. Även vävarmyrorna, som arterna i släktet Oecophylla ingår i underfamiljen, dessa lever i Gamla världens tropiker och använder sina silkesproducerande larver för att väva ihop blad till sina bon med den klibbiga silkestråden.

## Tribi och släkten
Hur underfamiljen vidare skall indelas i tribi och släkten är ännu ej till fullo fastställt. Nedanstående följer den indelning som ges på antbase.org men båda andra benämningar och indelningar förekommer.
- Camponotini
  - Calomyrmex
  - Camponotus - hästmyror
  - Chaemeromyrma
  - Echinopla
  - Forelophilus
  - Opisthopsis
  - Overbeckia
  - Phasmomyrmex
  - Polyrhachis
  - Pseudocamponotus
- Formicini
  - Alloformica
  - Bajcaridris
  - Cataglyphis
  - Formica
  - Polyergus
  - Proformica
  - Protoformica
  - Rossomyrmex
- Gesomyrmecini
  - Gesomyrmex
  - Prodimorphomyrmex
  - Santschiella
  - Sicilomyrmex
- Gigantopini
  - Gigantiops
- Lasiini
  - Acanthomyops
  - Acropyga
  - Anoplolepis
  - Cladomyrma
  - Lasiophanes
  - Lasius
  - Myrmecocystus
  - Prolasius
  - Stigmacros
  - Teratomyrmex
- Melophorini
  - Melophorus
- Myrmecorhynchini
  - Myrmecorhynchus
  - Notoncus
  - Pseudonotoncus
- Myrmoteranini
  - Myrmoteras
- Notostigmatini
  - Notostigma
- Oecophyllini
  - Oecophylla
- Plagiolepidini
  - Agraulomyrmex
  - Aphomomyrmex
  - Brachymyrmex
  - Bregmatomyrma
  - Euprenolepsis
  - Myrmelachista
  - Paratrechina
  - Petalomyrmex
  - Plagiolepsis
  - Pseudaphomomyrmex
  - Pseudolasius
  - Tapinolepis
- Ej indelade i tribus
  - Eucharis (myrsläkte)
  - Imhoffia
  - Kyromyrma(fossil från krita)
  - Leucotaphus
  - Protrechina
  - Tylolasius